# Szczutowo (powiat brodnicki)
Szczutowo – wieś w Polsce położona w województwie kujawsko-pomorskim, w powiecie brodnickim, w gminie Górzno.

## Podział administracyjny
W latach 1975–1998 miejscowość należała administracyjnie do województwa toruńskiego.

## Demografia
Według Narodowego Spisu Powszechnego (III 2011 r.) liczyło 306 mieszkańców. Jest piątą co do wielkości miejscowością gminy Górzno.

## Kościół pw. św. Stanisława[4]
Pierwszy drewniany kościół św. Stanisława został wzniesiony w Szczutowie, już w początkach XV wieku. Świątynia była filią kościoła św. Krzyża w Górznie. W związku z tym patronat nad nią sprawowali prowadzący gorzeńską parafię Bożogrobcy. Kościół został spalony w grudniu 1410 roku przez Krzyżaków. Po tym wydarzeniu świątynia musiała być odbudowana. W 1618 roku kościół ze względu na swoje zniszczenie i opustoszenie był zamknięty. 
Ponownie kościół wzniesiono w 1703 roku. Konsekracji dokonano w 1715 roku. Nosił wtedy wyzwanie św. Stanisława Biskupa. Była to skromna drewniana budowla, posiadająca trzy ołtarze i jeden dzwon. Według wizytacji z lat 80. XVIII wieku świątynia była w złym stanie, nie odprawiano w niej żadnych nabożeństw. Po 1821 roku górzeńska parafia została włączona do diecezji chełmińskiej. Kościół w Szczutowie pozostał jednak w diecezji płockiej i jeszcze w 1827 był ośrodkiem samodzielnej parafii Szczutowo, a po 1868 - filialną świątynią parafii Świedziebnia.
Ówczesny kościół posiadał zręby budowli z pocz. XVIII wieku. Odnowiony i przebudowany został w 1893 roku. Był on drewniany konstrukcji zrębowej, oszalowany.

Kościół ten na pocz. XX w. z zewnątrz pozostawał w dobrym stanie, lecz jego wyposażenie określano jako ubogie. Kolejne dziesięciolecia pogorszyły jego stan, w następstwie czego z końcem XX w. budowlę poddano rozbiórce. Niedługo potem, w 1994, na tym samym miejscu wzniesiono nowy, murowany kościół, nawiązujący kształtem do rozebranego poprzednika.